# Simbiosis

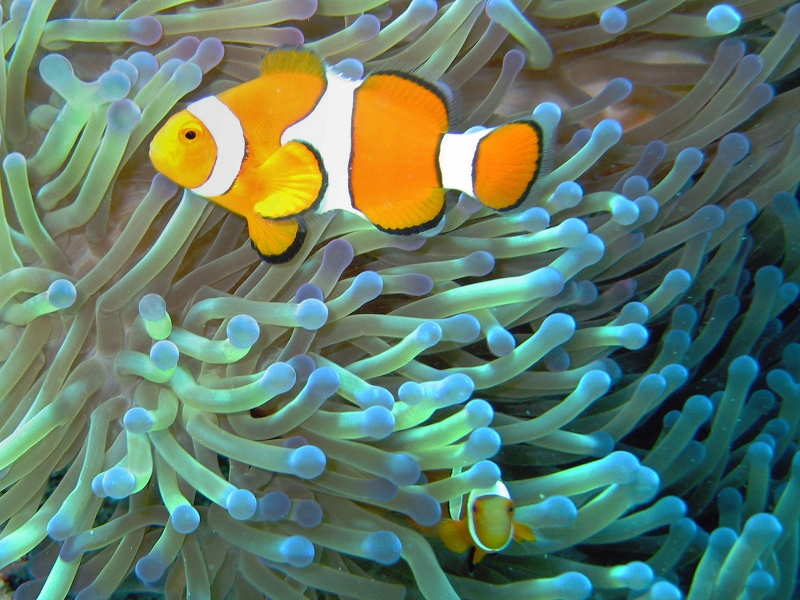
Un ejemplo de simbiosis mutua entre un pez payaso que nada entre los tentáculos de una anémona. Ese pez protege su territorio de otros peces comedores de la anémona y a cambio los tentáculos de la anémona le protegen de otros depredadores.

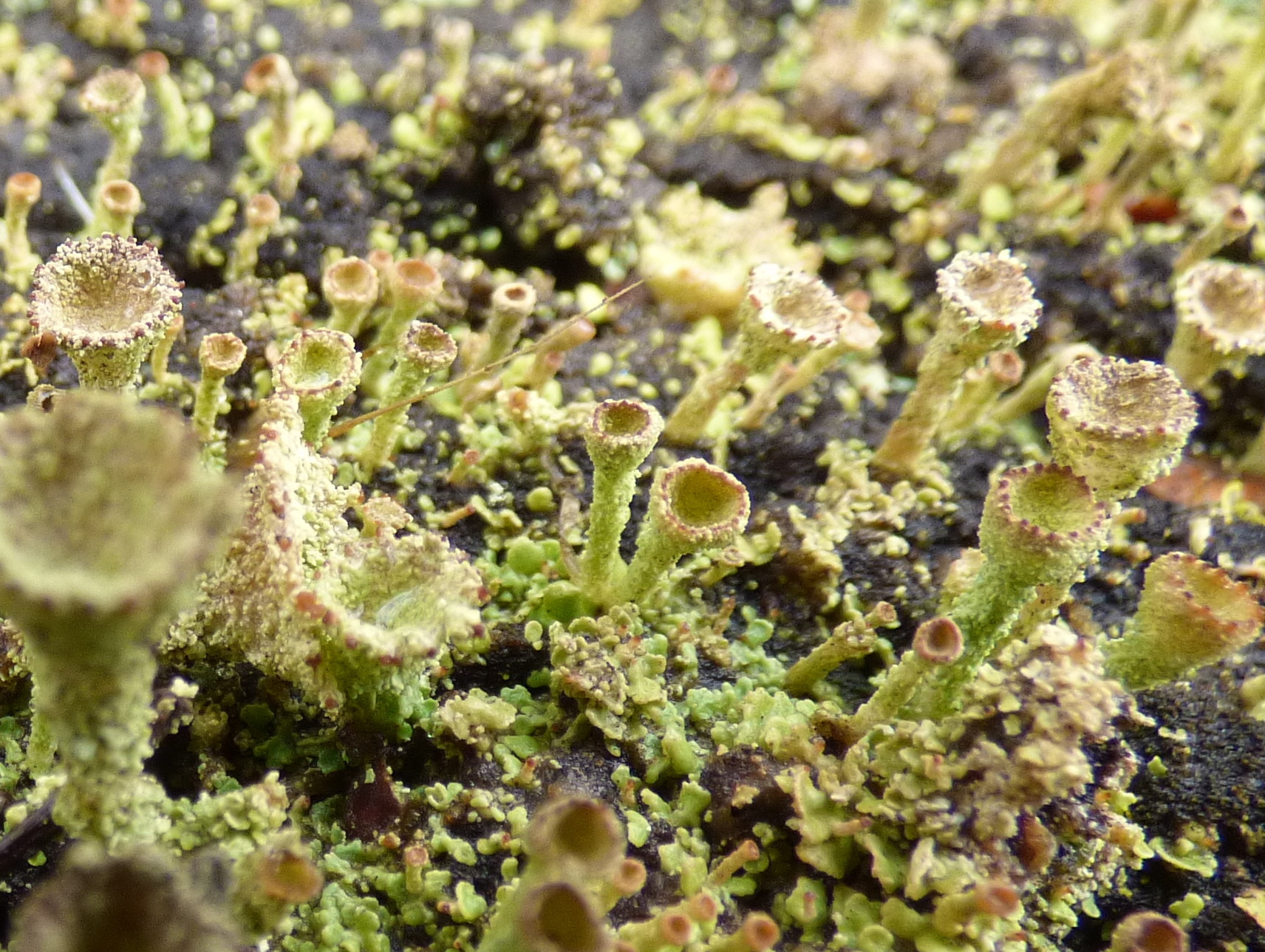
Liquen, simbiosis de un alga y un hongo.

El término simbiosis (del griego antiguo σύν, syn, ‘juntos’ y βίωσις, biosis, ‘vivir’) se aplica a la interacción biológica, a la relación o 
asociación íntima de organismos de especies diferentes para beneficiarse mutuamente o no en su desarrollo vital.
El biólogo alemán Albert Bernhard Frank, al estudiar los líquenes, acuñó el término para describir la estrecha relación entre organismos de diferentes tipos. El botánico alemán Anton de Bary, en 1879 definió la simbiosis como «la vida en conjunción de dos organismos disímiles, normalmente en íntima asociación, y por lo general con efectos benéficos para al menos uno de ellos». La definición de simbiosis se encuentra sometida a debate, y el término ha sido aplicado a un amplio rango de interacciones biológicas. Otras fuentes la definen de forma más estrecha, como aquellas relaciones persistentes en las cuales ambos organismos obtienen beneficios, en cuyo caso sería sinónimo de mutualismo.
La simbiosis suele ser identificada como las relaciones mutualistas a largo plazo que terminan en coevolución. Por analogía, en sociología, simbiosis puede referirse a sociedades y grupos basados en la colectividad y la solidaridad.

## Conceptos
El término simbiosis puede tener las siguientes definiciones:
- Simbiosis en sentido amplio: La simbiosis lato sensu se define como cualquier interacción biológica entre especies, ya sea que estas incidan positiva o negativamente entre ellas, como por ejemplo el mutualismo, comensalismo y parasitismo.[6] Después de 130 años de debate,[7] los libros de biología y ecología en inglés, prefieren esta amplia definición que coincide con el último concepto que usó De Bary.[8]
- Simbiosis como sinónimo de mutualismo: Es la definición más ampliamente utilizada,[9][10] en donde la relación entre dos especies es beneficiosa para ambas.
- Simbiosis en sentido estricto: Otros tratados incluso diferencian simbiosis de mutualismo, pues en ambos casos la relación entre especies es beneficiosa, pero en el mutualismo, esta es conveniente, pero no indispensable para la supervivencia, en cambio en la simbiosis la relación es indispensable u obligada.[11]

## Tipos de simbiosis
La simbiosis puede clasificarse:
- Atendiendo a la relación espacial entre los organismos participantes: ectosimbiosis y endosimbiosis. En la ectosimbiosis, el simbionte vive sobre el cuerpo, en el exterior del organismo anfitrión, incluido en el interior de la superficie del recorrido digestivo o el conducto de las glándulas exocrinas. En la endosimbiosis, el simbionte vive o bien en el interior de las células del anfitrión, o bien en el espacio entre estas.[12]

- Desde una perspectiva de los costos y los beneficios que obtienen cada uno de los participantes, las relaciones simbióticas en la naturaleza pueden clasificarse como de mutualismo, comensalismo y parasitismo. En el mutualismo ambas especies se benefician; en el comensalismo la relación es beneficiosa para una de ellas e indiferente para la otra; y en el parasitismo la relación es positiva para una, aunque perjudicial para la otra.[13]

- Según sean estas facultativas u obligatorias, o también distinguiendo si son permanentes o temporales.[14]

- De modo similar, se puede distinguir entre simbiosis de transmisión vertical, en la que existe una transferencia directa de la infección desde los organismos anfitriones a su progenie,[15] y simbiosis de transmisión horizontal, en la que el simbionte es adquirido del medio ambiente en cada generación.[16]

## El continuo entre parasitismo, comensalismo y mutualismo
El criterio teórico para asignar las etiquetas de parasitismo, comensalismo o mutualismo es el efecto neto sobre la aptitud inclusiva del hospedador.
El parasitismo está profusamente extendido en la naturaleza. En algunos casos puede ser el primer estadio de un proceso continuo que conduciría al mutualismo.

Muchas especies de artrópodos albergan endosimbiontes de transmisión hereditaria. Debido a que la persistencia de estos simbiontes hereditarios depende de modo íntimo de la supervivencia de sus hospedadores, generalmente se ha supuesto que los microorganismos que, con gran eficacia son transmitidos de padres a hijos durante generaciones de hospedadores deberían evolucionar con el tiempo hasta volverse beneficiosos para sus hospedadores.

Cada vez está más claro que los simbiontes hereditarios son muy comunes en los artrópodos. Muchos de esos simbiontes son beneficiosos, pero una parte considerable de éstos son deletéreos y, más que ser beneficiosos para sus hospedadores, mantienen relaciones antagonistas con parte de ellos.
 Michael E. N. Majerus, Simbiontes hereditarios causantes de efectos deletéreos en los artrópodos.

En este estadio, el parásito debe atenuar la virulencia contra su hospedador y, entre otras adaptaciones, se desprende de una característica típica de todo organismo, su tendencia a reproducirse geométricamente, auto-regulando esta tendencia; paralelamente, el hospedador deberá reaccionar neutralizando los efectos deletéreos de su parásito. «En cualquier momento esas asociaciones pueden disolverse, sus miembros pueden cambiar e incluso destruirse entre sí, o simplemente perder a su simbionte».
Este primer estadio simbiótico es el más inestable, dado que «el éxito del parasitismo [éxito del parásito y también de la simbiosis] radica en la acomodación y en la supervivencia. El éxito del parásito se mide no por los trastornos que causa a su hospedador sino por su capacidad para adaptarse y para integrarse al medio interno de este último». Se podría llegar a estadios de integración muy elevados en los que, antes de alcanzar una relación mutualista ya se podría estar produciendo transferencia de material genético.
También se ha postulado que existe un equilibrio entre interacciones de competencia y de mutualismo en función de si las condiciones ambientales son favorables o no, esto explica la hipótesis o paradigma del mutualismo parasitismo continuo.

## Grados de integración en los procesos simbióticos
El biólogo estadounidense Ivan Wallin trató de explicar cómo podrían iniciarse las relaciones simbióticas. En 1927, en su libro Symbionticism and the Origin of Species utilizó el término «prototaxis» para explicar el inicio de relaciones simbióticas; para explicar este inicio recurrió a la respuesta innata de células y, en general, de organismos ante la presencia de otros organismos. Wallis usó como ejemplos la tendencia del ratón a huir del gato, la tendencia del tiburón a tragarse al pez, la mosca a poner huevos en los tejidos sanguinolentos de un jabalí. A estas tendencias positivas o negativas las denominó «prototaxis». «La tendencia prototáctica de los heterótrofos a absorber los productos de la fotosíntesis, o bien a ingerir los propios organismos fotosintetizadores —y la resistencia de estos organismos a ser ingeridos— serían reacciones prototácticas que propician la proliferación de eucariotas fotosintéticos. Algas, líquenes, lombrices verdes, corales marrones e hidras verdes constituyen una pequeña parte del resultado de estas relaciones simbióticas». Atendiendo a la prototaxis de Wallin, se podría decir que la tensión producida por las diferentes reacciones de los organismos ante la presencia de otros organismos —tendencia a «acercarse» y a «alejarse»— explicaría el inicio de las relaciones simbióticas.
Una vez establecida, la relación entre simbiontes podría alcanzar diferentes grados de integración:
- El grado de menor integración sería aquel en el que los simbiontes establecen una relación de «comportamiento»: vivirían uno junto al otro y ambos habrían aprendido a beneficiarse de su mutua presencia. La fragata portuguesa y los peces pastor o las anémonas y los peces payasos son ejemplos de esos comportamientos simbióticos sutiles.
- Otro grado que pueden alcanzar las relaciones simbióticas sería el «metabólico»: «Frecuentemente el producto metabólico, el exudado o el residuo de uno de los miembros de la asociación se convierte en alimento para el otro. Probablemente todos los animales verdes que han sido estudiados (tales como el gusano plano o platelminto Convoluta roscoffensis, o la Hydra viridis de los estanques), así como todos los líquenes, estén integrados a este nivel».[24]
- Un mayor grado de integración supone aquel en el que por ejemplo las proteínas de uno de los integrantes de la simbiosis se hacen imprescindibles para el otro: «En las plantas de alubias y guisantes encontramos un excelente ejemplo de esta clase de integración. En las raíces de un trébol, una arveja o una planta de judías se ven unas pequeñas protuberancias rosáceas. Se trata de nódulos fijadores de nitrógeno, en cuyo interior medra determinado tipo de bacteria, los rizobios. Otrora bacterias nadadoras con forma de bastoncillo, todas ellas han acabado por convertirse en bacteroides hinchados. Estos bacteroides sobredimensionados, llenos de agujeros, ya no pueden dividirse ni crecer».[24]
- El máximo grado de integración y más radical sería aquel en el que estas uniones desembocan en la transferencia de material genético y la consecuente fusión de los simbiontes, conformando a partir de ello un nuevo individuo. Material genético de uno de los simbiontes pasa a integrarse en el genoma del otro, surgiendo un individuo nuevo que integra a sus simbiontes. Este estado es conocido como «simbiogénesis». Los casos más transcendentales de este tipo de simbiosis extrema fueron los procesos simbiogenéticos que originaron los eucariotas. La capacidad de respirar oxígeno como consecuencia de la adquisición de las mitocondrias propició el origen de los animales, y la capacidad fotosintética adquirida posteriormente con los cloroplastos originó el reino vegetal. En ambos casos, mitocondrias y cloroplastos tienen su origen en bacterias de vida libre. Los descendientes de estas bacterias aún se encuentran entre nosotros.

Los procesos simbióticos, plausiblemente, seguirían estos pasos: en un principio, un individuo entraría en contacto con otro individuo o grupo de individuos, en principio esa relación podría ser parasitaria, pero con el tiempo ambos individuos podrían llegar a una relación mutualista, el hospedador encontraría ventajas en las características y especialidades del hospedado. De no llegar a este punto la selección natural no favorecería esta relación, disminuyendo paulatinamente el número de estos individuos en el conjunto de la población; por el contrario, una relación fructífera se vería favorecida y los individuos implicados proliferarían.
La simbiosis desde la óptica evolutiva podría considerarse como un proceso en el que los simbiontes van estrechando su relación. Dependiendo de las características de la simbiosis y de los simbiontes que la integran, esta relación podría alcanzar su máximo grado de integración: la simbiogénesis.

## Ejemplos de simbiosis en la naturaleza

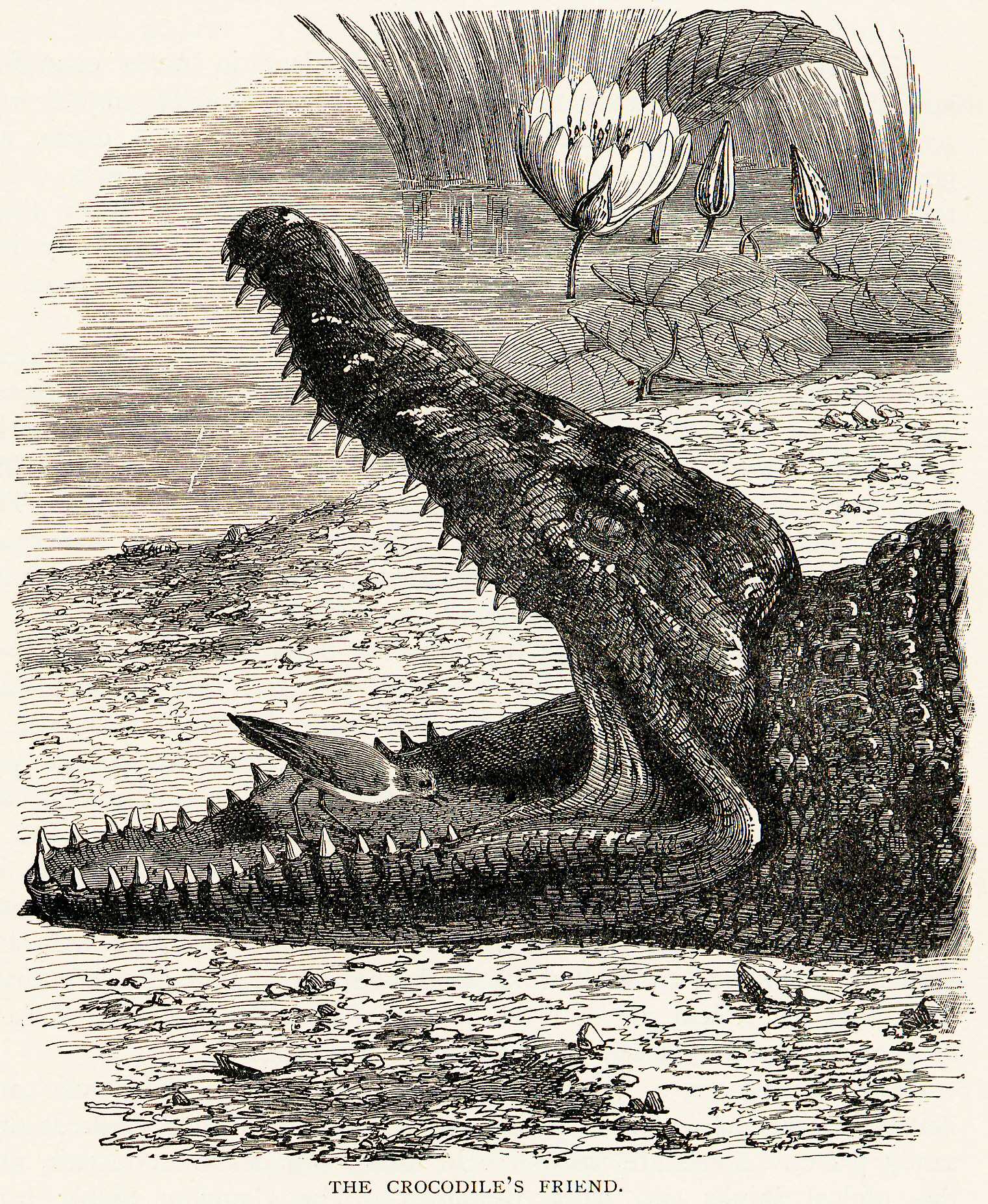
Algunas familias de aves establecen relaciones de simbiosis con cocodrilos al alimentarse de sanguijuelas y resto de comida que se alojan en la boca de estos.

Los líquenes son organismos simbióticos característicos, en su caso producto de la simbiosis entre un hongo y un alga o cianobacteria. Se pueden distinguir numerosos tipos estructurales de líquenes: desde los más simples, donde hongo y alga se unen de forma casual, a los más complejos, donde sus simbiontes dan lugar a un talo morfológicamente muy diferente a aquel que forman por separado, y donde el alga se encuentra formando una capa bajo la protección del hongo. Producto de la simbiosis son excepcionalmente resistentes a las condiciones ambientales adversas y capaces, por tanto, de colonizar muy diversos ecosistemas, encontrándoselos en nichos ecológicos de condiciones extremas.
Las micorrizas son relaciones simbióticas que a veces incluyen más dos tipos de interacciones.
Muchos corales, así como otros grupos de cnidarios tales como Aiptasia (un género de anémonas de mar), forman una relación simbiótica con una clase de algas, zooxantelas, del género Symbiodinium, un dinoflagelado. Aiptasia, una plaga conocida entre los aficionados de acuarios de coral, sirven como un valioso organismo modelo en el estudio de la simbiosis cnidarios-algas. Típicamente, cada pólipo alberga una especie de alga. A través de la fotosíntesis, estos proporcionan energía al coral, y ayudan en la calcificación. Hasta un 30 % del tejido de un pólipo puede ser material vegetal.
Muchos organismos presentan asociaciones simbióticas con bacterias que realizan quimiosíntesis, siendo los primeros en descubrirse en los años 1980 los gusanos tubícolas gigantes de las fuentes hidrotermales del océano profundo.
Muchos organismos poseen relaciones simbióticas con virus. Por ejemplo, avispas parasitoides (como Braconidae e Ichneumonidae insertan virus en sus huéspedes para desactivar las defensas de estos que destruirían la larva del parasitoide. Algunos pulgones inyectan virus en las plantas huéspedes para desactivar sus defensas.

## Importancia de la simbiosis en la naturaleza
La simbiosis, el sistema en el cual miembros de especies diferentes viven en contacto físico, es un concepto arcano, un término biológico especializado que nos sorprende. Esto se debe a lo poco conscientes que somos de su abundancia. No son sólo nuestras pestañas e intestinos los que están abarrotados de simbiontes animales y bacterianos; si uno mira en su jardín o en el parque del vecindario los simbiontes quizá no sean obvios pero están omnipresentes. El trébol y la vicia, dos hierbas comunes, tienen bolitas en sus raíces. Son bacterias fijadoras de nitrógeno esenciales para su sano crecimiento en suelos pobres en este elemento. Tomemos después los árboles, el arce, el roble y el nogal americano; entretejidos en sus raíces hay del orden de trescientos hongos simbiontes diferentes: las micorrizas que nosotros podemos observar en forma de setas. O contemplemos un perro, normalmente incapaz de percatarse de los gusanos simbióticos que viven en sus intestinos.
Lynn Margulis, Planeta simbiótico.

Un ejemplo típico de «simbiosis de comportamiento» es la relación entre la anémona de mar y el cangrejo ermitaño: el cangrejo «ofrece» desplazamiento a la anémona y esta le ofrece protección con sus tentáculos venenosos. Otro ejemplo es el del gobio de Luther, un pez, y una gamba ciega. La gamba excava una madriguera con sus fuertes patas y permite que el pez la ocupe también. A cambio, este actúa como lazarillo, guiando a la gamba en la búsqueda de alimento. La gamba toca con sus antenas la cola del pez y este la mueve cuando detecta algún peligro: en ese caso, los dos se retiran hacia la madriguera.
También es importante la micorriza como asociación simbiótica.
Diferentes grados de integración simbiótica lo representan las termitas y las comunidades de bacterias alojadas en su aparato digestivo y que les permite digerir la madera. En diversas especies, el grado de integración genética es también diferente. Los rumiantes, igualmente, cuentan con comunidades de microorganismos que les permiten digerir la celulosa de las gramíneas. Nosotros, la especie humana, estamos constituidos por numerosas comunidades de bacterias; el 10% de nuestro peso en seco corresponde a esos microorganismos que mantienen diferentes relaciones simbióticas con nosotros. También, 250 de nuestros genes corresponde a material genético procedente de bacterias.

### Simbiosis y novedad biológica
Existe novedad biológica cuando un individuo adquiere nuevas características que a su vez son heredadas por sus descendientes.
La adaptación mutua de los simbiontes supone una transformación de ambos que altera sus características y pueden observarse estables pasadas generaciones. Aquellas en las que pueda probarse que son hereditarias deberán considerarse novedades biológicas.
También, los procesos simbióticos serían fuente directa de novedad biológica en aquellos casos en los que se produce transferencia genética; los genes o conjuntos de genes se transmiten horizontalmente entre simbiontes dotándoles de nuevas características que serían hereditarias. La simbiogénesis sería la fuente de novedad biológica más radical mediante esa transferencia horizontal de genes, resultando de ella un nuevo individuo con los simbiontes formando parte de la nueva individualidad.
Nos es imposible asistir al proceso que siguen las relaciones simbióticas en la naturaleza, son procesos que podrían abarcar decenas de miles de años. Kwang Jeon, del Departamento de Zoología de la Universidad de Tennessee (Estados Unidos) pudo, fortuitamente, reproducir, en parte, uno de estos procesos.
En el transcurso de un experimento con amebas observó cómo en uno de los lotes las amebas iban enfermando y muriendo. Observadas bajo el microscopio pudo observar que estaban infectadas por bacterias en forma de bacilo. Una pequeña proporción logró sobrevivir, eran amebas frágiles, muy sensibles a los cambios ambientales. Durante cinco años, Jeon, cuidó a estas amebas infectadas logrando que una proporción de ellas sobreviviera y se reprodujera. Pasados diez años las amebas infectadas vivían y se reproducían con total normalidad. En este punto, mediante diversos experimentos pudo observar que las amebas ya no lograban sobrevivir sin sus bacterias. En el proceso, la comunidad de bacterias en cada ameba, que en un principio se había contabilizado en unas 100 000, se había autorregulado y descendido a 40.000 y «las amebas de Jeon morían por la acción de la penicilina, que se adhería a la pared celular de las bacterias que aquellas tenían en su interior y destruían la población interdependiente que es la célula. El pacto entre las bacterias y las amebas ha llegado a ser tan íntimo y fuerte que la muerte de uno de los miembros de la alianza significa la muerte de ambos».
Este trabajo de laboratorio podría considerarse demostrativo de que la simbiosis genera novedad biológica. Otro trabajo de laboratorio, en este caso el de Theodore Dobzhansky con Drosophila (mosca de la fruta) sometió a dos grupos de Drosophila a ambientes diferentes. Tras dos años de reproducirse intensamente, estando sometidas a esos diferentes ambientales, se propició un diferencial en el número de sus simbiontes bacterianos de un grupo a otro. El resultado mostró que la fertilidad inter-grupos disminuyó. Los individuos eran plenamente fértiles con individuos de su mismo grupo, pero la fertilidad disminuyó entre individuos de diferente grupo. Sostiene Margulis, que tal disminución de la fertilidad expresa el inicio de aislamiento genético y, por ende, un inicio de especiación.
El paso de procariotas a eucariotas ha significado uno de los más importantes hitos en la evolución biológica. La eclosión de los eucariotas, con la nueva complejidad adquirida, posibilitó su evolución hacia muy diversas y complejas formas que hoy constituyen cuatro de los cinco reinos en los que se clasifica la vida: protistas, hongos, animales y plantas son eucariotas (el reino no incluido lo componen las bacterias, origen de las procariotas). Este paso no habría sido posible de no haber entrado en relación simbiótica diferentes bacterias. Margulis describe el origen de las eucariotas mediante sucesivas relaciones simbióticas entre diferentes bacterias que desembocaron en la más extrema relación simbiótica: la simbiogénesis.

### Simbiogénesis
Los casos de simbiogénesis más impactantes en la evolución, y más documentados, son aquellos que describen el origen de las células eucariotas. De no haberse producido ese hito en la evolución no existiríamos ni los protistas, ni los hongos, ni los animales, ni las plantas; probablemente la vida hoy se limitaría a un conglomerado de bacterias.
En 1883, el biólogo alemán Andreas Schimper propuso que la capacidad fotosintética de las células vegetales podía proceder de cianobacterias aún presentes en la naturaleza y con iguales capacidades. A principios del siglo XX la escuela rusa (fue Konstantin Merezhkousky quien acuñó el término Simbiogénesis) y posteriormente el biólogo francés Paul Portier y el estadounidense Ivan Wallin propusieron que el origen de las eucariotas se encontraba en procesos simbióticos. Margulis, rescatando estos trabajos olvidados y minusvalorados describió este paso mediante una sucesión de estos procesos simbióticos. Aunque el primer paso (la adquisición de espiroquetas como responsables de la motilidad de estas células) aún hoy es discutido, logró demostrar que las mitocondrias (responsables de su capacidad aeróbica y origen del reino animal) y los cloroplastos (origen de la capacidad fotosintética y del reino vegetal) procedían de bacterias de vida libre implicadas en procesos simbióticos.

#### Hipótesis simbiogenética
Sin embargo, Margulis fue más allá del proceso de aparición de las células eucariotas y también postuló hipótesis más controvertidas. 
Lynn Margulis, después de formular en 1967 la teoría de la endosimbiosis seriada en la que se describe el origen de los eucariotas mediante sucesivos procesos simbiogenéticos, una vez demostrada la acción de la simbiogénesis en este origen, defiende que esos procesos son generalizados en la naturaleza, siendo la impulsora de la Teoría simbiogenética que destaca el papel de la simbiogénesis en la evolución, considerando a los procesos simbigenéticos la principal fuente de novedad biológica: «La simbiosis, la unión de distintos organismos para formar nuevos colectivos, ha resultado ser la más importante fuerza de cambio sobre la Tierra».
Para defender su hipótesis Margulis indicó que desde finales del siglo XIX para la escuela rusa (Konstantín Merezhkovski, Andrey Faminstyn y Borís Kozo-Polianski) «la simbiogénesis era considerada como crucial para la generación de novedad biológica. La bibliografía rusa, interpretada por el historiador de la ciencia Liya N. Khakhina, no estuvo disponible en inglés hasta el año 1922. Fueron necesarias dos generaciones de académicos para resumir la gran bibliografía de los botánicos rusos. Parece hoy como si esta bibliografía fuera ignorada por esta misma razón. La literatura antigua escrita por botánicos rusos carece de atractivo para el mercado anglófono».
La presencia de 250 genes en nuestro ADN, genes en los que se puede identificar su origen bacteriano, podrían ser los vestigios de recientes procesos simbióticos que culminaron en transferencia genética y, consecuentemente, significaría novedad biológica. Igualmente, las múltiples comunidades de microorganismos que nos constituyen, podrían desembocar en futuros procesos simbiogenéticos, pasando, la información genética de estos microorganismos a formar parte de nuestro genoma.
Entre las numerosas citas de Margulis sobre su hipótesis destacan: 

Los seres vivos desafían a una definición precisa. Luchan, se alimentan, danzan, se aparean y mueren. En la base de la creatividad de todas las formas de vida familiares de gran tamaño, la simbiosis genera novedad. Reúne diferentes formas de vida, siempre por alguna razón. Con frecuencia, el hambre une al depredador con la presa, o a la boca con la bacteria fotosintética o la víctima algal. La simbiogénesis reúne a individuos diferentes para crear entidades más grandes y complejas. Las formas de vida simbiogenéticas serían incluso más improbables que sus inverosímiles «progenitores». Los «individuos» permanentemente se fusionan y regulan su reproducción. Generan nuevas poblaciones que se convierten en individuos simbióticos multiunitarios nuevos, los cuales se convierten en «nuevos individuos» en niveles más amplios e inclusivos de integración. La simbiosis no es un fenómeno marginal o raro. Es natural y común. Habitamos un mundo simbiótico.
Lynn Margulis, Planeta simbiótico.

La fuerza creativa de la simbiogénesis produjo células eucariotas a partir de bacterias. Por consiguiente, todos los organismos superiores —protoctistas, hongos, animales y plantas— se originaron simbiogenéticamente. Sin embargo, la creación de novedad por medio de la simbiosis no acabó con la evolución de las primeras células nucleadas, sino que la simbiosis sigue presente por doquier. Son numerosos los ejemplos de evolución por simbiosis que asombran por su belleza.
Margulis, Sagan, Captando genomas.

Otro ejemplo de investigación reciente sobre simbiosis indica que la transición de las algas verdes a las plantas terrestres se hizo a partir de la unión de genomas (material genético) de un hongo con algún ancestro de alga verde. Los líquenes son productos de simbiosis muy bien conocidos. Todos ellos son hongos en simbiosis con cianobacterias u hongos en simbiosis con algas verdes. Los dos tipos de vida —foto-sintética y heterótrofa— se entremezclan para formar un nuevo organismo con aspecto de planta que puede alcanzar gran longevidad: el liquen.
Lynn Margulis, Dorion Sagan, Microcosmos.

Los científicos han descubierto que las bacterias, además de ser las unidades básicas estructurales de la vida, también se encuentran en todos los demás seres que existen en la Tierra, para los que son indispensables. Sin ellas, no tendríamos aire para respirar, nuestro alimento carecería de nitrógeno y no habría suelos donde cultivar nuestras cosechas. Sin los microorganismos, los procesos esenciales para la vida se pararían lentamente y la Tierra sería tan estéril como Venus y Marte. Los microorganismos no han quedado rezagados en la escala evolutiva; al contrario, nos rodean por todas partes y forman parte de nosotros. Además, el nuevo conocimiento de la biología altera la visión que muestra la evolución como una competición continuada y sanguinaria entre individuos y especies. La vida no conquistó el planeta mediante combates, sino gracias a la cooperación. Las formas de vida se multiplicaron y se hicieron más complejas asociándose a otras, no matándolas.
Lynn Margulis, Una revolución en la evolución.

Todo ser vivo debe ser contemplado como un microcosmos, un pequeño universo formado por una multitud de organismos inconcebiblemente diminutos, con capacidad para propagarse ellos mismos, tan numerosos como las estrellas en el cielo».

Margulis sostuvo que la vida no se asemeja, como se postulaba desde el darwinismo, a lo que cabría esperar de un juego de suma cero en el que uno gana a costa de lo que pierde el otro. La metáfora de las cuñas descrita por Darwin, para describir esta relación entre organismos, ejemplifica ese modelo: la Naturaleza es representada por una superficie limitada completamente ocupada por cuñas insertadas en ella; al golpear sobre una de las cuñas y lograr que esta se inserte más, otra cuña sale desplazada hacia el exterior. La simbiosis contradice estos modelos, no se asimila a un juego de suma cero en el que uno gana y otro pierde, en el caso de la simbiosis ambos ganan; y tampoco estas relaciones tienen necesariamente que prosperar a costa de otros individuos (en el caso de las eucariotas con la adquisición de la mitocondrias capaces de metabolizar el oxígeno no prosperaron a costa del resto de las bacterias, por ejemplo, a costa de las bacterias metabolizadoras de azufre. El número de bacterias siguió prosperando a pesar o favorecidas por la gran expansión de las eucariotas), las relaciones simbióticas son relaciones sinérgicas en las que los individuos que aprenden a convivir mutuamente se benefician de un efecto multiplicador.
El liquen, según Margulis, sería otro ejemplo bien establecido de simbiogénesis. Según postula, sus características permiten que se reconozca perfectamente su origen simbiogenético: los respectivos tamaños de lo que fueron sus simbiontes no son excesivamente discrepantes y observado al microscopio pueden reconocerse a estos simbiontes que intervinieron en la fusión.

Los líquenes nos proporcionan un ejemplo característico de simbiogénesis. Es más, el individuo liquen es algo diferente de sus dos componentes. No es ni un alga verde o una cianobacteria, ni un hongo. Es un liquen. Los líquenes, novedades evolutivas surgidas por medio de la adquisición de genomas de alga o de cianobacteria, tomaron su propio camino y exhiben características distintas a las de sus antepasados. Aunque estudiados tradicionalmente dentro de la botánica, los líquenes han sido fundamentales para los conceptos de simbiosis y simbiogénesis en el pensamiento evolutivo, a pesar de lo cual su naturaleza simbiótica ha hecho que se los considerara como fenómenos evolutivos marginales. Tal vez hayan sido aceptados como un ejemplo del poder de la simbiogénesis para generar novedad evolutiva, debido únicamente a que ambos asociados son del mismo tamaño. Tanto las algas como los hongos pueden observarse con facilidad, simplemente con la ayuda de un microscopio de pocos aumentos, de modo que no es posible estudiar las unas sin estudiar simultáneamente los otros. En cambio, en algunos animales verdes (como en el caso de la especie de lombriz plana Convoluta roscoffensis) los respectivos tamaños de los componentes difieren enormemente. La lombriz mide centímetros, mientras que los diminutos organismos fotosintéticos —las algas— son microscópicos. Tales discrepancias de tamaño hacen que, tanto la simbiosis como la correspondiente simbiogénesis, resulten menos evidentes.
Lynn Margulis, Dorion Sagan, Captando genomas.

Los líquenes, en casos con un alto grado de integración de sus simbiontes, podrían constituirse en modelo «altamente ilustrativo» del origen de novedad biológica mediante simbiogénesis.

Considerado inicialmente como un mecanismo evolutivo de escasa trascendencia, desde que Lynn Margulis descubriera el origen simbiótico de la célula eucarionte, el papel de la simbiogénesis como mecanismo generador de novedades biológicas ha ido adquiriendo un papel cada vez mayor, hasta el punto que para muchos científicos, entre los que obviamente cabe destacar a Margulis, la simbiogénesis constituye el origen de una gran cantidad de linajes evolutivos.
 Rafael García Alonso

##### Críticas a la hipótesis simbiogenética
No obstante, desde la comunidad científica, la cual actualmente acepta la teoría de la Síntesis evolutiva moderna, según la cual los errores en la replicación del ADN son la principal causa de novedad biológica, estos casos de simbiogénesis se consideran como casos esporádicos y no significativos. Aunque es difícil encontrar publicadas críticas a la propuesta simbiogenética de Lynn Margulis, esta propuesta es rechazada por numerosos especialistas en el campo de la evolución que al día de hoy consideran satisfactoria la actual teoría de la Síntesis evolutiva moderna (neodarwinismo).
Los trabajos ecogenómicos más recientes han encontrando evidencia de que la selección por competencia no es la principal fuerza en la selección de genomas de comunidades naturales, al contrario se han publicado diversos trabajos sobre la simbiogénesis y su papel en la construcción de nichos y mecanismos extragenéticos (epigenética, adaptación extra genética, plasticidad fenotípica) estos fenómenos también modifican las presiones selectivas de los genomas de los organismos y son más comunes de lo que anteriormente se pensaba. El sesgo de la Síntesis evolutiva moderna ha recaído en descartar a las interacciones positivas como el mutualismo y el ensamble de comunidades. Por lo que se ha desatado controversia en tener que restructurar la síntesis evolutiva moderna incorporando modelos nulos de evolución y de construcción de nicho. 
Los estudios más avanzados de mutualismo y coevolución fueron liderados por el biólogo Peter Kropotkin, un científico ruso y anarquista en contraposición de la idea de la supervivencia del más apto de Darwin que históricamente ha sido mal interpretada socialmente poniendo a la competencia y selección como el motor principal de la evolución, por lo que mucho tiempo sus trabajos fueron descartados por la ciencia occidental en tiempos de la URSS que apoyaba la idea de la comunidad (socialismo) y apoyo mutuo, después con la era genómica se están retomando sus trabajos que complementan a la teoría simbiogénetica de Margulis como la hipótesis del Rey Rojo.